# Французский экспедиционный корпус в Америке
Французский экспедиционный корпус в Америке (фр. Corps expéditionnaire français en Amérique) — воинское формирование французской армии под командованием Жана де Рошамбо. Корпус был отправлен в 1780 году Людовиком XVI в североамериканские Тринадцать колоний в рамках франко-американского союза, чтобы поддержать американцев в Войне за независимость США.
В Америке этот корпус соединился с Континентальной армией под командованием Джорджа Вашингтона. Операция по доставке корпуса получила название «Специальной экспедиции». Корпус принял участие в Йорктаунской кампании и завершающей битве Войны за независимость США — осаде Йорктауна.

## Исторические предпосылки
В 1776 году основатели 13 американских колоний провозгласили независимость от Великобритании. Новое государство остро нуждалось в дополнительной военной и финансовой помощи. Американский военно-морской флот только зарождался. Великобритания обладала самым сильным флотом, её армия на тот момент была одной из лучших в мире. Британские солдаты были хорошо обученными, вооружёнными и экипированными. Армия Великобритании на американском континенте получала регулярное снабжение и пополнение. В первых боях в начавшейся Войне за независимость США, британские войска нередко наносили поражения свежесформированной американской Континентальной армии и отрядам народной милиции. Столкнувшись с перспективой поражения, американцы начали активно искать союзников. Начиная с 1775 года начались первые контакты между двором Людовика XVI и американцами. Франция к тому времени уже имела тесные связи с Северной Америкой, основав там поселения задолго до франко-индейской войны 1750-х годов, являвшейся североамериканским театром военных действий Семилетней войны. Французский король был прямо заинтересован в успехе американского восстания. Это укрепляло Францию в экономической и политической сферах во всем мире, а также могло дать шанс французам нанести ответный удар за поражение от Великобритании в Семилетней войне. После той войны король Людовик XV назначил Рошамбо инспектором сухопутных частей и поручил ему реформирование французской армии. Рошамбо разработал и провёл несколько реформ, включая принятие новой тактики пехоты.
К осени 1776 года через фиктивную торговую компанию Франция отправила восставшим около 300 000 пудов пороха, 30 000 мушкетов, 3000 палаток, более 200 артиллерийских орудий и обмундирования для 30 000 солдат. В декабре 1776 года американские представители в Париже во главе с Бенджамином Франклином предложили заключить формальный союз между Соединенными Штатами и Францией. Французы все ещё не решались открыто вступать в конфликт, отчасти потому, что работы по усилению французского флота ещё не были завершены.

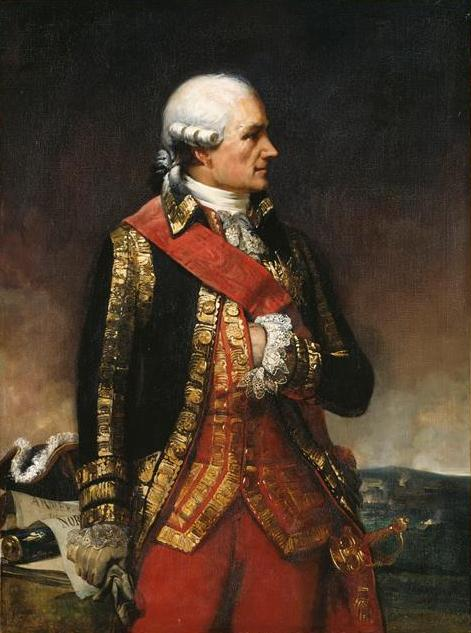
Жан де Рошамбо

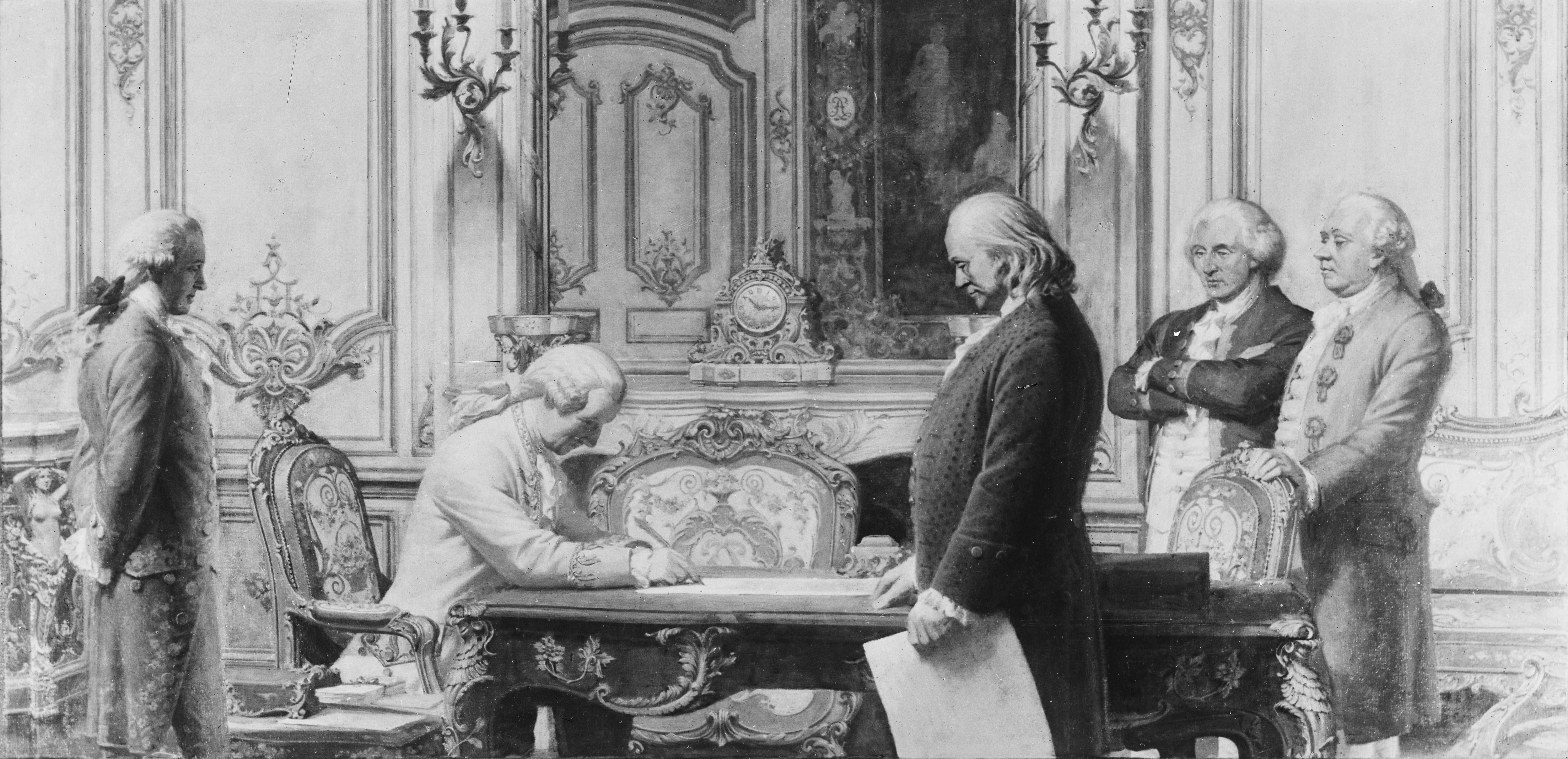
Подписание

В 1778 году Франция подписала договор с Соединенными Штатами Америки. Тем самым Людовик XVI объявил войну Великобритании в поддержку восставших североамериканских колонистов. В Америку уже вполне официально пошли мушкеты, пушки, порох и деньги в ещё бо́льших объёмах. Летом 1778 года французский флот под командованием Шарля де Эстена прибыл к удерживаемому британцами Нью-Йорку с несколькими тысячами солдат. Не имея возможности войти в гавань и атаковать город, он повернул к Ньюпорту, штат Род-Айленд, где надеялся объединиться с американцами и изгнать британцев. Плохая погода и ухудшение сотрудничества между союзниками помешали атаке в Ньюпорте, и впоследствии д’Эстен отплыл в Карибское море.
В сентябре 1779 года адмирал д’Эстен вернулся в Северную Америку из Вест-Индии и предпринял вторую попытку совместной с американцами военной операции, по отвоеванию города Саванна в штате Джорджия у англичан. Кампания снова не увенчалась успехом. Союзная армия атаковала сильные британские укрепления, но была отбита с большими потерями. Американцы хотели продолжить осаду, но де Эстен отказался им помогать, так как получил приказ вернуться во Францию.
Франция продолжала помогать американцам, но к марту 1780 года война в бывших североамериканских колониях зашла в тупик. Французы начали подготовку к созданию экспедиционного корпуса. Командиром нового формирования был назначен человек большого опыта, ветеран 14 осадных битв в Европе, пользующийся уважением в армии, генерал Жан де Рошамбо.

## Отправка флота

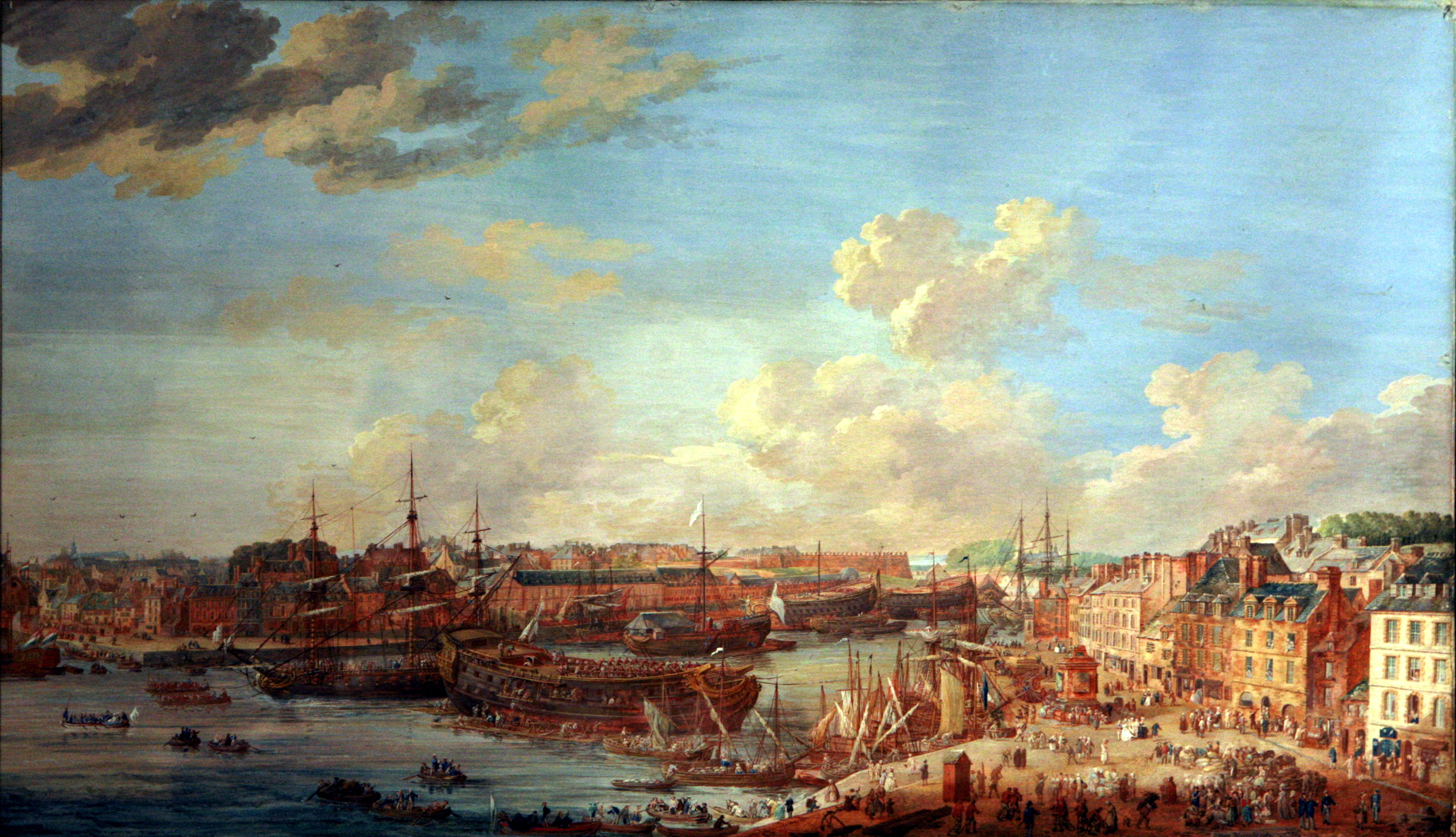
Порт Бреста. В 1781 году в нём было 20 000 матросов, в арсенале работало 8 000 рабочих

2 мая 1780 года флот под командованием Шарля де Тернэ из 32 или 36 транспортных судов, 7 линейных кораблей, 2-х фрегатов и кораблей меньшего водоизмещения с морским экипажем в 7000 человек, вышел из Бреста. Сухопутные войска насчитывали в общей сложности 5000-5500 человек, состоявших из полков: Бурбонне, Суассонн, Сентонж, Руаяль-де-Пон, двух артиллерийских дивизионов из Грибоваля, саперного батальона и осадных частей. Из-за нехватки транспортных судов полки Нейстрии и Ангальта остались во Франции. Лаузунский легион корпуса представлял собой части смешанного состава из егерей, пехоты и гусар. Только две трети этого подразделения смогли найти место на кораблях, а 400 человек этого легиона должны были остаться в Бресте. Они должны были войти в состав второго конвоя. Позже они были отправлены во Французскую Гвиану. Корпус также смог погрузить только часть артиллерийского вооружения с прислугой.
Вопреки распространённому мнению, о массовом сочувствии французских солдат и офицеров делу американской революции, большинство офицеров экспедиционного корпуса служили сугубо интересам французской короны. Они просто несли военную службу и не питали никаких особо выраженных симпатий к американским повстанцам. Впоследствии, во время Великой французской революции, их политический выбор почти не отличался от выбора других офицеров французской армии.

Солдаты и флаги полков корпуса
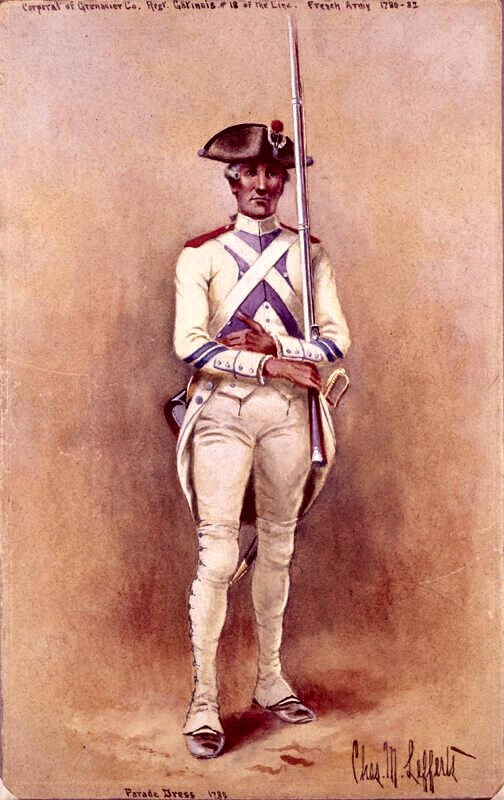
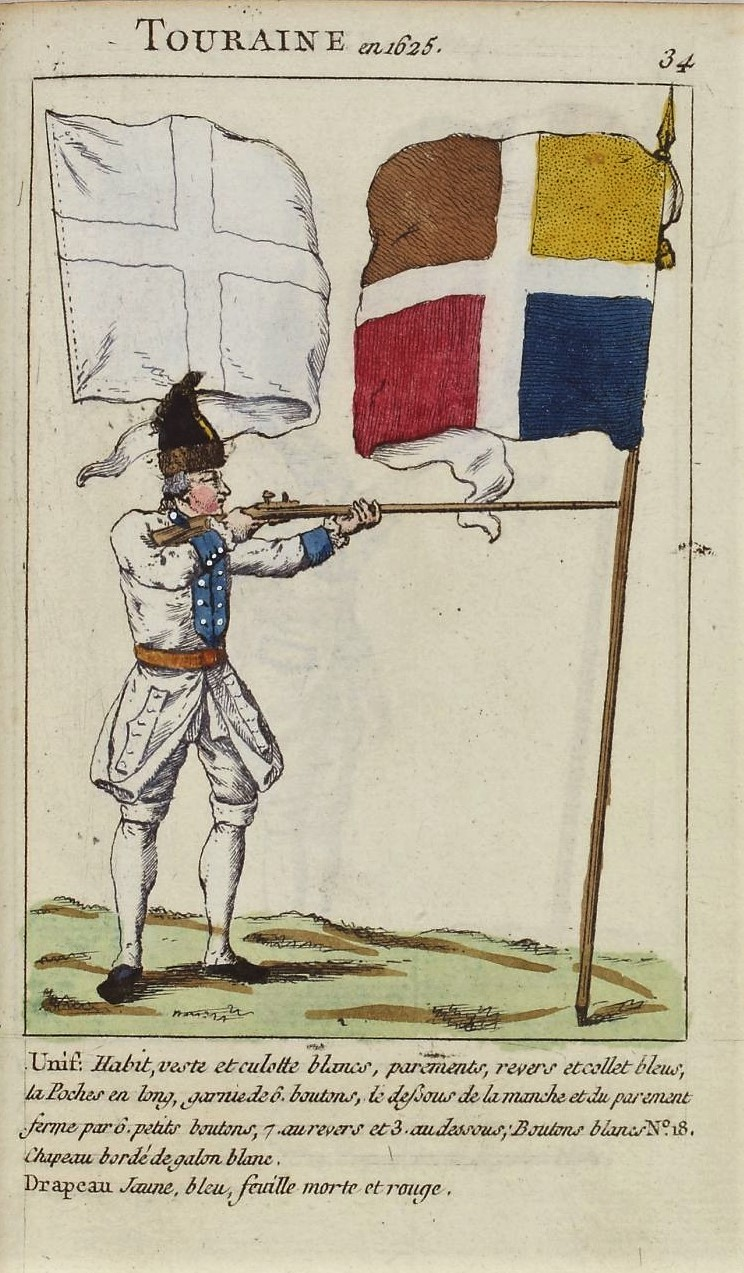
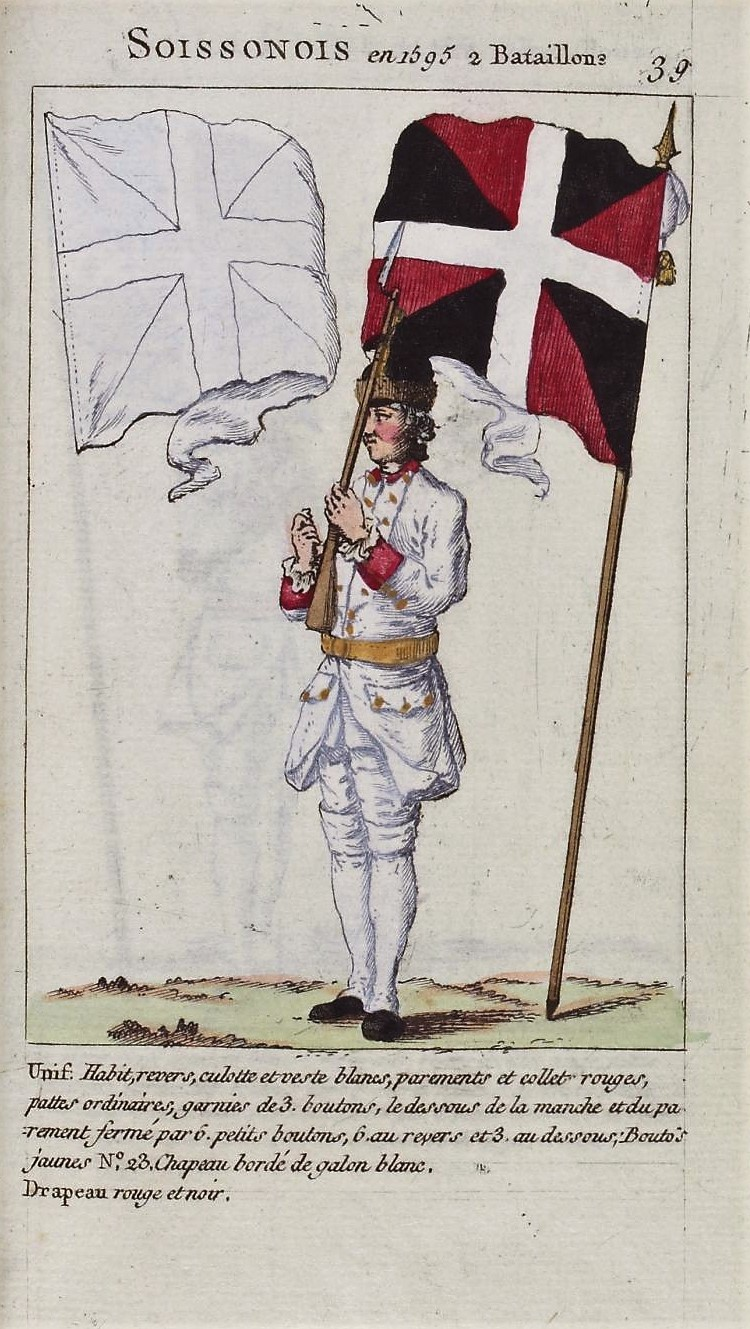
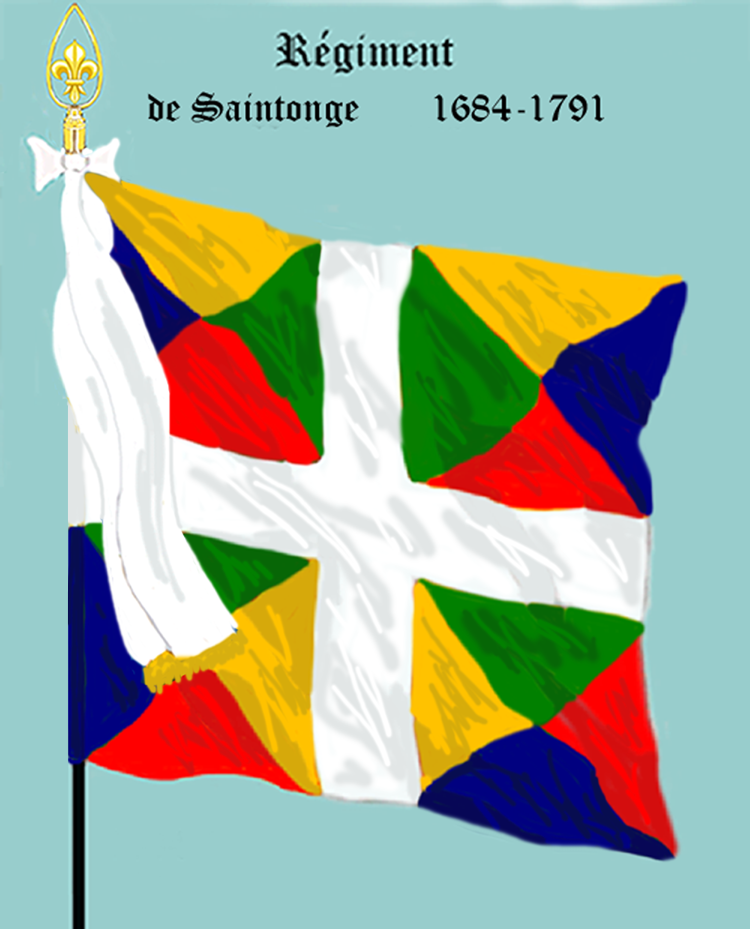
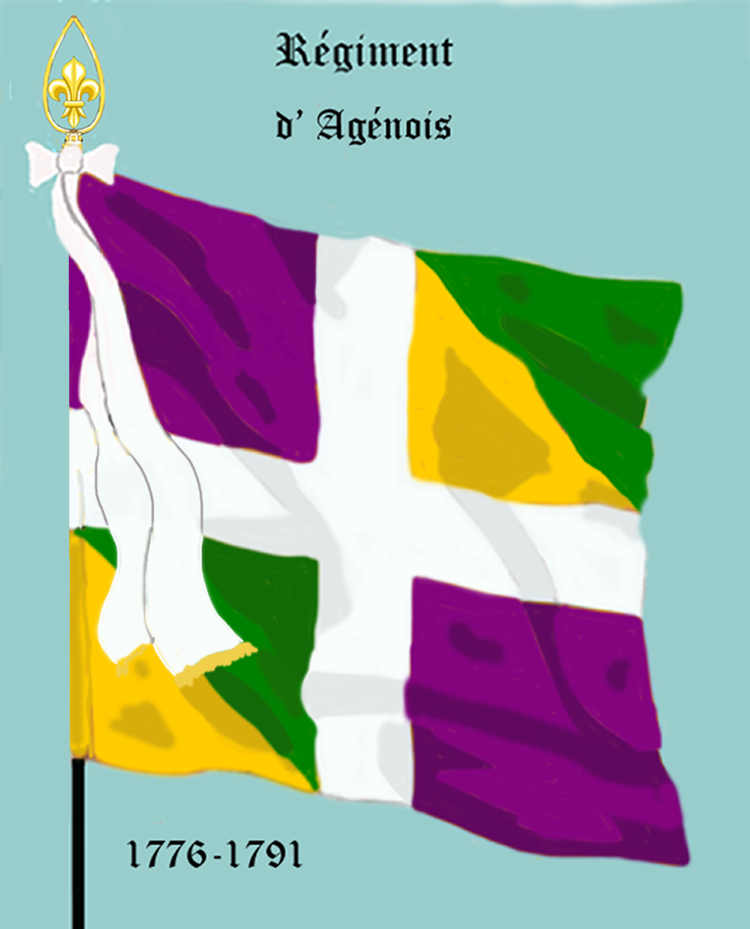
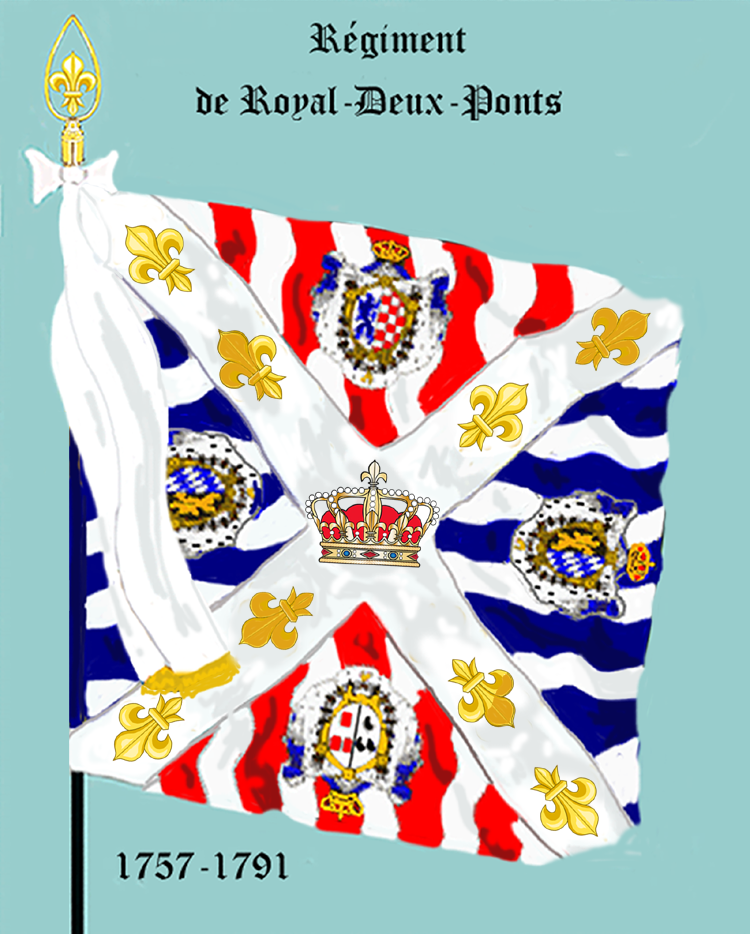
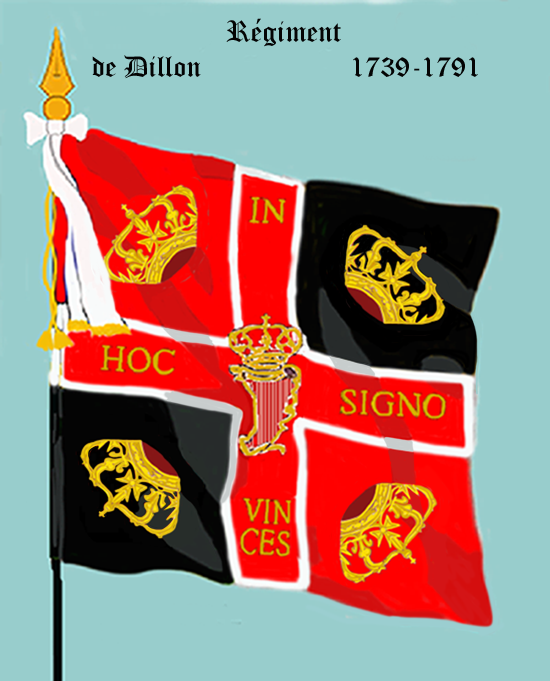
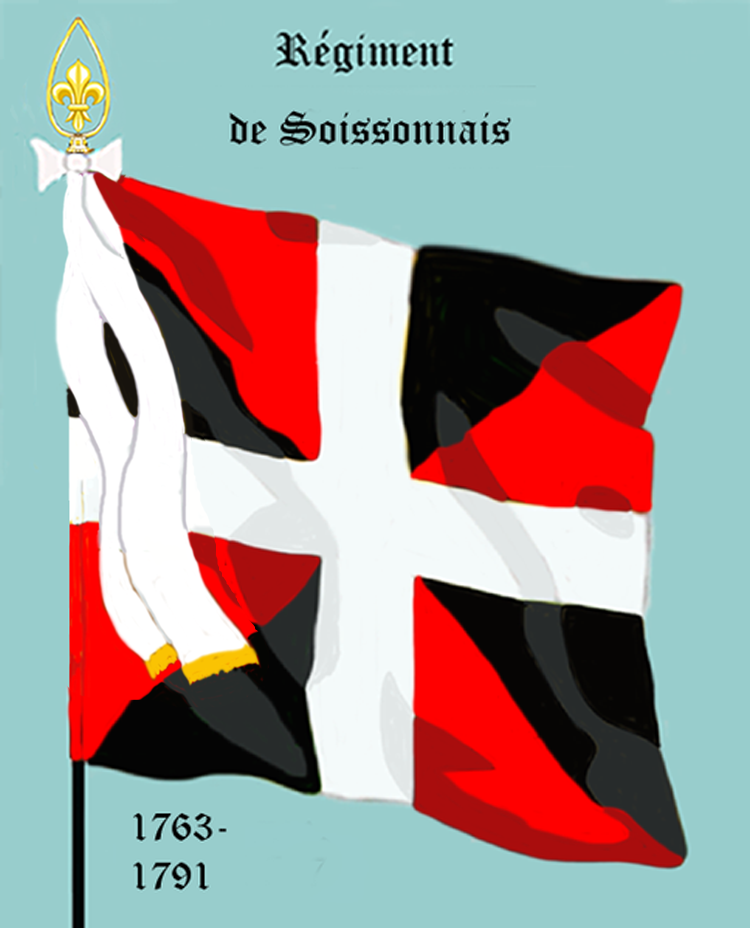

## Род-Айленд

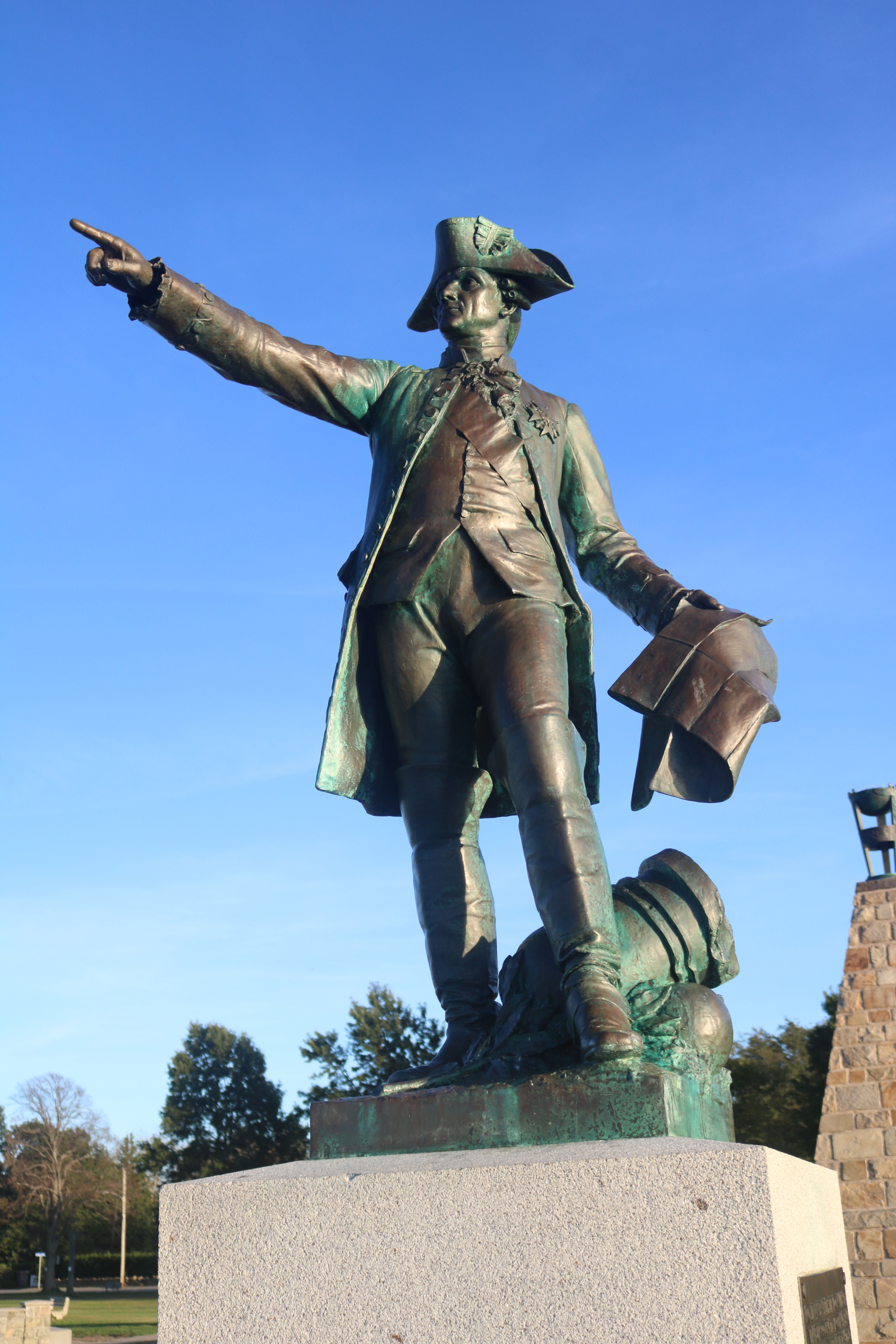
Памятник Жану де Рошамбо в Ньюпорте

Французские войска высадились в Ньюпорте, штат Род-Айленд, с 13 по 19 июля 1780 года. В составе корпуса было много заболевших цингой солдат. 400 больных доставили в госпитали Ньюпорта. 280 человек отправили в госпиталь, расположенный в двенадцати милях от города Ньюпорте, в Паписквош. Полк Бурбонне из 350 человек высадился в Бостоне, отделившись от основной эскадры в тумане. Он насчитывал около ста больных солдат, оставленных в Бостоне. Таким образом, из 5000 военных, на момент высадки, около 800 солдат и около 1500
матросов страдали цингой и были небоеспособны.
Ожидая атаки англичан, французы при поддержке ополченцев штатов Бостон и Род-Айленд приступили к строительству оборонительных сооружений. Рошамбо расставил вдоль перевала крупнокалиберные батареи. Его лагерь прикрывал город, пересекая остров. Левый фланг выходил к морю, а правый фланг опирался на стоявшую на якоре эскадру. Корабли также получали дополнительную защиту со стороны береговых батарей, которые Рошамбо распорядился разместить в наиболее уязвимых местах. Он также провел работу по укреплению мест, на которых мог высадиться противник, и по созданию дорог, чтобы иметь возможность оперативно отправить свою армии к местам возможных высадок британских десантов. За двенадцать дней с момента высадки положение французской армии в Род-Айленде стало достаточно надёжным. Тем не менее, почти треть армии и флота была больна цингой.
Англичане встревожились узнав о появлении столь крупных сил противника. К Нью-Порту была отправлена британская эскадра, заблокировавшая французский экспедиционный корпус.
Осень 1780 года французы провели в незначительных манёврах. Они сковывали некоторое количество сил англичан. Генерал Вашингтон встретился с генералом Рошамбо в Хартфорде, штат Коннектикут, 20 сентября 1780 года. Генералы союзных армий поддерживали регулярную связь. Между ними сложились хорошие, деловые отношения. Из-за начавшихся осенних штормов Франция опоздала с высылкой дополнительных войск, которые Рошамбо начал запрашивать практически сразу с момента высадки. Генералы Вашингтон и Рошамбо договорились дождаться весны 1781 года, чтобы начать совместное наступление. Войска Рошамбо зазимовали в Ньюпорте, штат Род-Айленд и Ливане, штат Коннектикут.

## Марш на Йорктаун

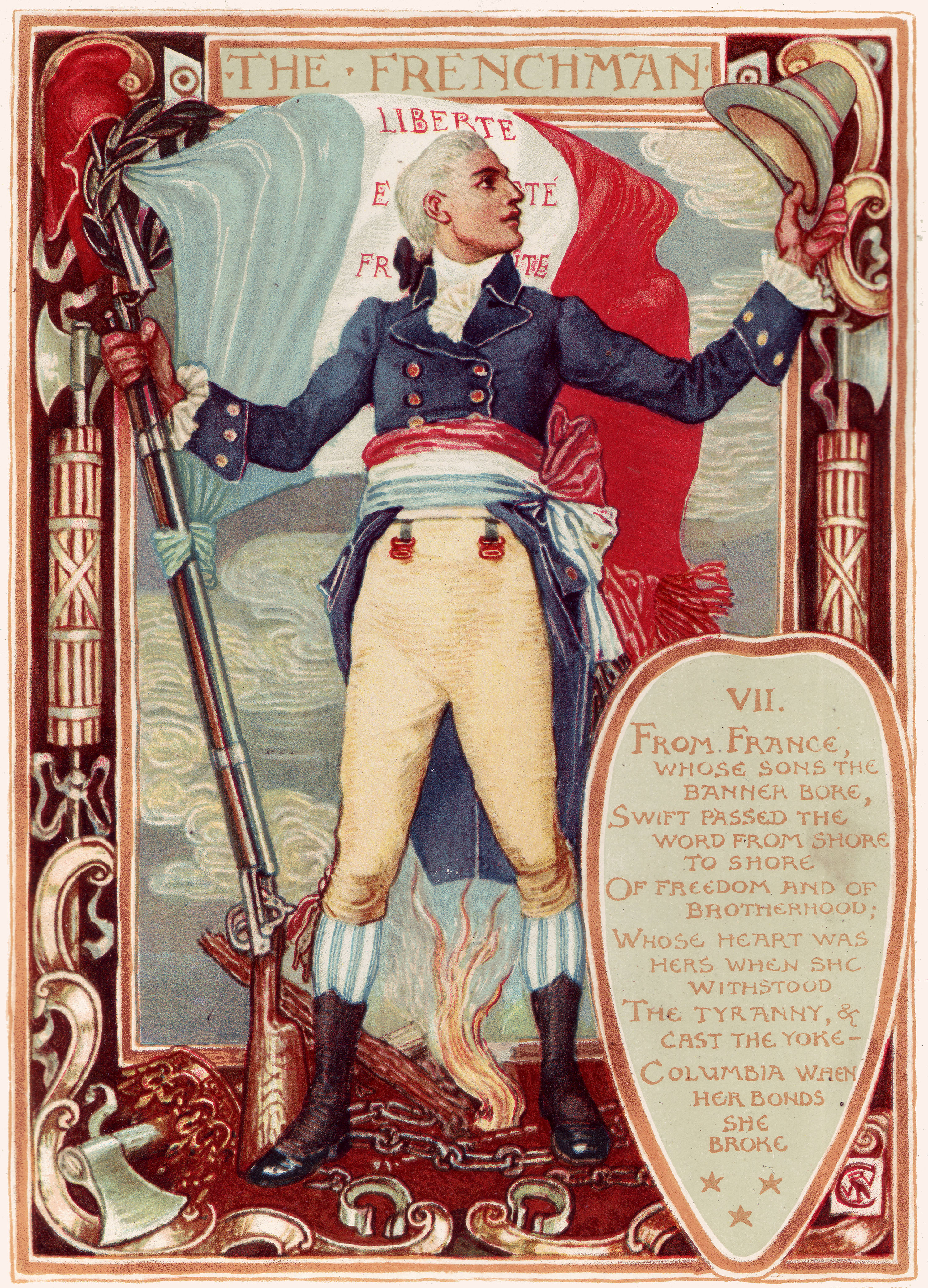
Французский солдат помог «избавиться американцам от тирании», рисунок Уолтера Крейна, 1893 год

Положение американских сил оставалось сложным. Денег было хронически недостаточно, медикаментов мало, шло дезертирство, а две большие британские армии в Нью-Йорке и Вирджинии, казались непобедимыми. Франция ждала помощи флота. Во время конференции в Уэтерсфилде, штат Коннектикут, в конце мая 1781 года Вашингтон и Рошамбо решили объединить свои силы в округе Вестчестер для запланированной осады Нью-Йорка. Однако, вскоре план радикально изменился. Вашингтон и Рошамбо приняли новый план, который при напряжении всех сил, должен был преломить ситуацию. Вместо атак британских сил в Нью-Йорке, было решено идти к 8-тысячной армии Корнуоллиса, дислоцированной на полуострове Йорктаун в штате Вирджиния. Форсированный марш франко-американских сил совмещался с морской блокадой англичан.
Ничего не знающий о новом плане Вашингтона, французский адмирал Франсуа Жозеф Поль де Грасс, вышел из Бреста в Карибское море 5 апреля 1781 года с инструкциями обеспечить военно-морскую поддержку кампании испанских союзников 1781 года. Адмирал де Грасс находился в Кап-Франсе (сегодня Кап-Аитьен, к северо-западу от острова Санто-Доминго), когда он получил новый план от двух генералов. Грассу понравился этот дерзкий проект, он даже занял 500 000 пиастров у испанских банкиров и погрузил на борт семь полков, предназначенных для нападения на Ямайку, с небольшим количеством драгун и артиллеристов. Всего силы дополнительной морской пехоты составили 3200 человек, имевших также осадные орудия.
8 мая 1781 года в Бостон прибыла французская транспортная эскадра с примерно 6300 солдатами. Её командующим был адмирал де Баррас де Сен-Лоран.
С 10 по 17 июня 1781 года, когда дороги в Род-Айленде, Коннектикуте и Нью-Йорке стали достаточно сухими, французская армия начала марш из Нью-Порта через Род-Айленд и Коннектикут на
соединение с Континентальной армией в Уайт-Плейнс, возле Доббс-Ферри, штат Нью-Йорк. Параллельно сухопутному маршу, французская армия двигалась из Ньюпорта в Провиденс (22 мили) на малых кораблях и больших лодках по заливу Наррагансетт. Французы также установили линии
связи и снабжения вдоль восточного берега залива Наррагансетт. Пятьдесят солдат от
каждого из пяти полков, при поддержке местного ополчения, были оставлены в Ньюпорте для охраны французских осадных орудий, которые позже использовались в осаде Йорктауна.
Первые французские войска покинули Ньюпорт 11 июня 1781 года. Перемещение тысяч людей и вьючных животных по водным путям, через леса и по холмистой местности было сложным предприятием. Иногда дороги были непроходимы. Наконец, 4 июля 1781 года две армии встретились в Филлипсбурге, штат Нью-Йорк. Однако в планах произошли изменения. Узнав, что французский адмирал де Грасс ведёт свои военные корабли в Чесапикский залив, Вашингтон и Рошамбо решили отказаться от наступления на армию генерала Клинтона и направились на юг в Виргинию. Войска союзников вышли из Филипсбурга 18 августа и прибыли к Йорктауну, штат Вирджиния, 28 сентября 1781 года.
С июня по сентябрь 1781 года солдаты, направлявшиеся в Йорктаун, часто несли поклажу до 30 и более килограммов при восьмичасовых ежедневных переходах. По пути в Йорктаун французские и американские офицеры останавливались в домах ближайших селений. Американские солдаты, массово носили льняные комбинезоны лучше подходящие для жары. В то время как французы носили шерстяную форму. Чтобы избежать маршевых периходов в самое жаркое время дня, солдаты начинали движение к 4 часам утра и проходили в среднем от 12 до 15 миль. Жены и дети солдат Континентальной армии и французских войск сопровождали армию.

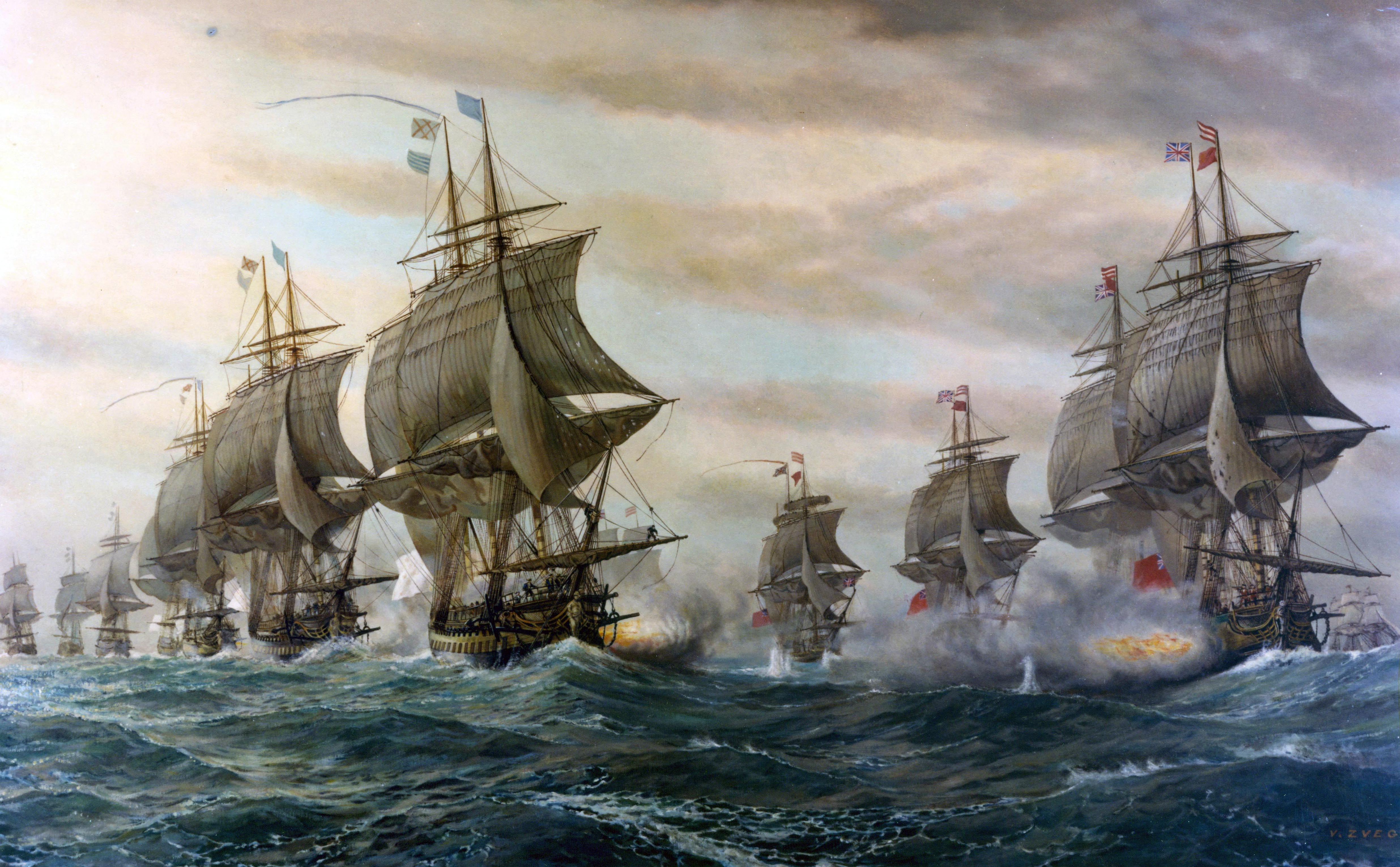
Чесапикское сражение

30 августа двадцать восемь линейных кораблей и четыре фрегата сил Грасса подошли к входу в Чесапик и бросили якорь в бухте Линнхейвен. Высадка войск по приказу маркиза де Сен-Симона началась немедленно. Ситуация для французов оставалась в течение нескольких дней чрезвычайно рискованной, поскольку 8000 регулярных солдат и 9000 британских лоялистов Корнуоллиса вместе имели значительный численный перевес. Армия Рошамбо была ещё далеко. Де Грасс отправил четыре корабля, чтобы перекрыть англичанам реки Джеймс и Йорк. Чтобы идти быстрее, войска Рошамбо оставили осадные орудия и много полевой артиллерии в Ньюпорте. Орудия охраняла небольшая эскадра Барраса де Сен-Лорана. Баррас де Сен-Лоран получили задание быстро, но тайно перевезти артиллерию и боеприпасы так, чтобы их не заметила британская эскадра, стоявшая в Нью-Йорке.
5 сентября 1781 года десантная операция французов ещё не была завершена, когда на горизонте появился флот британских адмиралов Худа и Грейвса из 19 (или 20, по мнению некоторых историков) кораблей с семью фрегатами в их составе. Это был критический момент для всей операции французов, которые из осаждающих могли оказаться в положении осажденных, запертых в бухте вражеским флотом. Но Грасс не потерял хладнокровия. Он молниеносно прекратил высадку, обрубил якоря и вступил в бой до того, как британская эскадра заблокировала ему вход залив между мысами Чарльз и Генри.
У Грасса было больше кораблей, чем у британских адмиралов, даже при том, что он мог задействовать только двадцать четыре из двадцати восьми, и более тысячи моряков, успевших высадиться на берег. Худ был уверен в своих силах, потому что находился с наветренной стороны, и дал французскому флоту шанс, ожидая, пока французы развернутся и откроют огонь. К этой первой ошибке английского флота добавилась путаница в понимании сигналов: британский авангард начал отходить от основной группы и своего арьергарда, а французы же с ходу открыли огонь. После четырёхчасовой канонады флотский бой прекратился с наступлением сумерек.

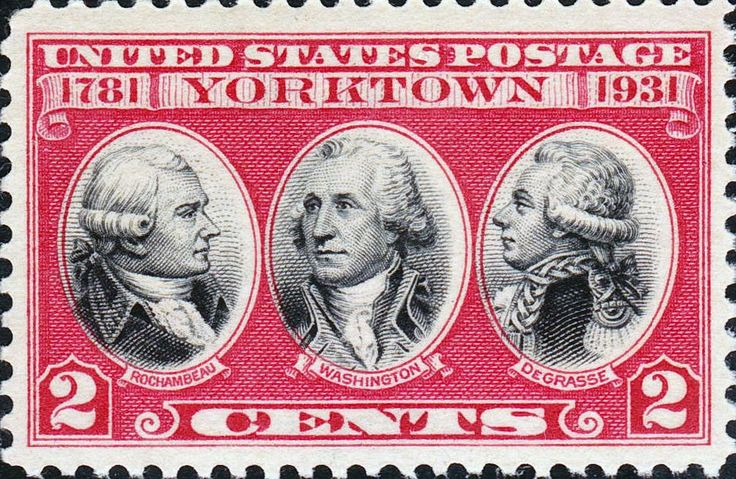
Марка США к 150-летию битвы при Йорктауне. Слева-направо: Рошамбо, Вашингтон, де Грасс. 1931-й год

Английская эскадра после боя оказалась существенно потрёпанной и имела пять или шесть сильно поврежденных кораблей. Один из них, «HMS Terrible», затонул ночью, уже после битвы, из-за полученных повреждений. Два британских адмирала решили возвращаться в Нью-Йорк для ремонта. Грасс, в свою очередь, вернулся на свою якорную стоянку, попутно захватив фрегаты противника «Исида» и «Рихемонд». Это ознаменовало собой победу французов, которая в истории сохранилась как битва при Чесапикском заливе. Ловушка в Йорктауне теперь была закрыта: Корнуоллис больше не мог ждать помощи с моря. Блокада немедленно возобновилась. Грасс высадил 2500 моряков, чтобы усилить 3200 солдат морского десанта Сен-Симона. 9 сентября (в день отступления Королевского флота) прибыл Баррас де Сен-Лоран, сумевший пробраться незамеченным вдоль побережья со своими двенадцатью кораблями и фрегатами в сопровождении восемнадцати транспортов с артиллерией и боеприпасами.
Грасс также организовал флотилию для переброски войск Рошамбо, прибывающих в Аннаполис, на 200 километров через залив.
Почти 600-километровый переход объединённых армий из Нью-Порта в Йорктаун занял пять недель. Французы и американцы обманули британского генерала Генри Клинтона, который все ещё ожидал нападения союзников на Нью-Йорк. 5 сентября 1781 года флот французского адмирала де Грасса установил блокаду Чесапикского залива, победив в Чесапикском сражении. Тем самым гарнизон британцев лишился морской поддержки. Британский генерал Корнуоллис и его солдаты оказались отрезанными от пути отступления из Йорктауна.
17 сентября де Грасс и Вашингтон встретились в Виль-де-Пари для организации и подготовки осады и штурма Йорктауна. В Нью-Йорке генерал Генри Клинтон не успел среагировать на факт перемещения союзных сил противника, потому что не разгадал оперативных планов Рошамбо и Вашингтона. Когда 17 октября он наконец решил послать к Йорктауну 7000 солдат, для англичан всё было уже слишком поздно.
28 сентября 1781 года союзные войска начали осаду британских укреплений.

## Осада Йорктауна

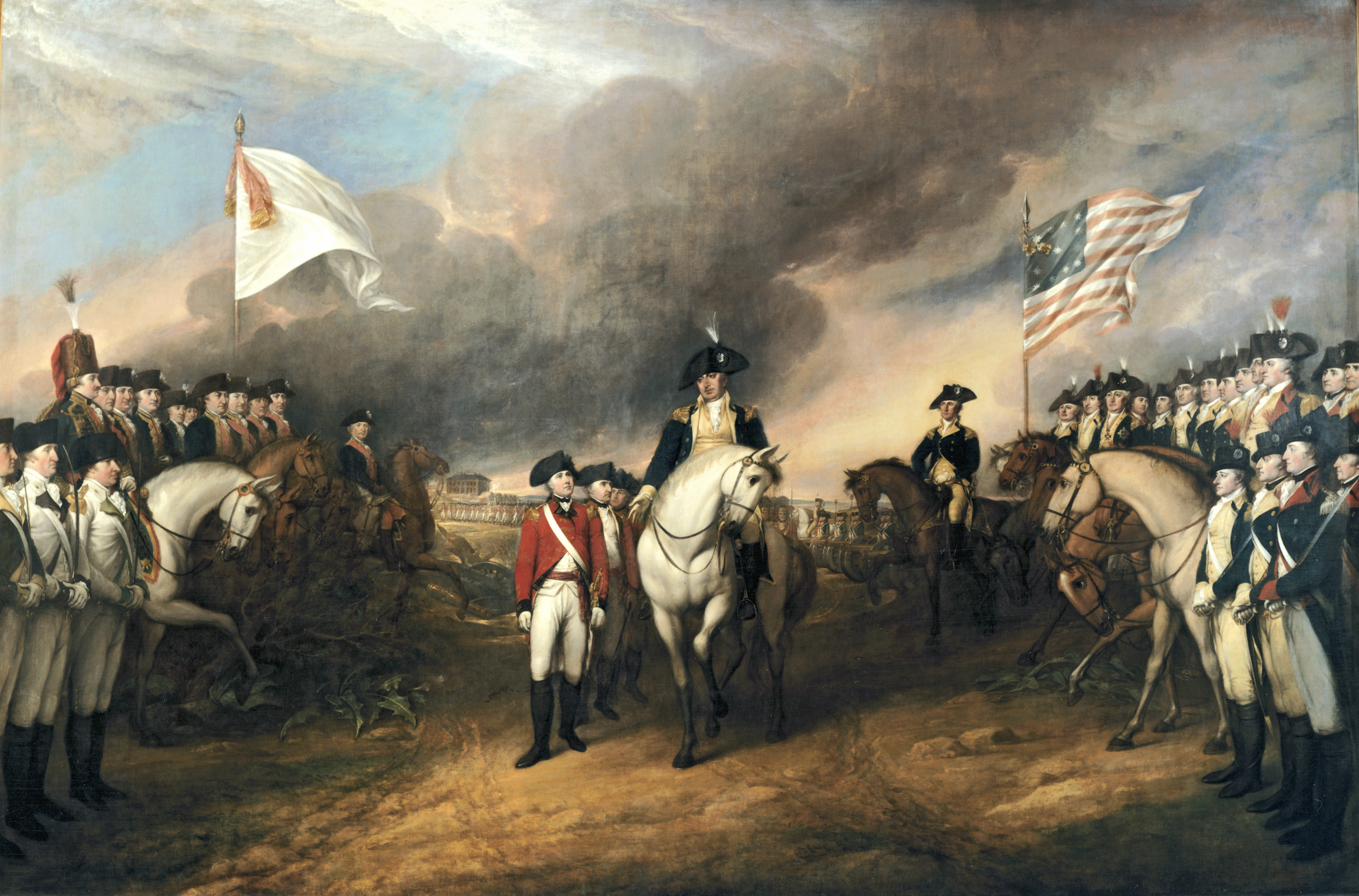
«Капитуляция лорда Корнуоллиса». Самого́ Корнуоллиса нет на картине. Американский генерал Бенджамин Линкольн принимает капитуляцию у британского генерала. Рошамбо на гнедом коне слева

Вашингтон и Рошамбо встали укреплённым лагерем в Уильямсберге, в 13 милях Йорктауна. Армия Корнуоллиса создала оборонительную линию из 10 небольших фортов, также известных как редуты, усиленных артиллерийскими батареями и траншеями.
Французская и американская артиллерия впервые открыла огонь по английским войскам 9 октября.
11 октября союзники начали рыть траншеи в 400 ярдах от англичан. Следующие дни ушли на подтягивание артиллерии и укрепление новой линии. Однако новую линию нельзя было завершить без захвата британских редутов № 9 и № 10. В ночь на 14 октября 400 французов штурмовали 9-й редут, и 400 американцев штурмовали редут № 10, захватив их менее чем за 30 минут.
16 октября британцы предприняли отчаянную атаку центра союзной армии, пытаясь заставить замолчать французскую батарею, но менее чем через шесть часов французские пушки снова открыли огонь. Ночью англичане попытались эвакуироваться из Йорктауна, переправившись через реку Йорк на небольших лодках до мыса Глостер. Однако в полночь поднялась сильная буря, которая разбросала лодки и вынудила отказаться от побега. Понимая, что ситуация безнадёжна, Корнуоллис 17 октября отправил офицера-парламентёра с барабанщиком и с белым флагом, который передал записку о прекращении огня.
18 октября, четыре офицера — один американец, один француз и два британца — встретились в доме Мура, в одной миле от Йорктауна, чтобы договориться об условиях капитуляции. 19 октября армия Корнуоллиса вышла из Йорктауна и промаршировала между двумя линиями союзных солдат — американцами с одной стороны и французами с другой — которые растянулись более чем на одну милю. Британцы двинулись к полю, где сложили оружие, и вернулись в Йорктаун.
Победа союзников при Йорктауне была последним значительным сражением Американской революции на материке и позволила 13 колониям окончательно зафиксировать независимость. Успехи корпуса Рошамбо в тесном взаимодействии с Джорджем Вашингтоном, грамотная координация союзных сухопутных и военно-морских сил, а также стойкость французских солдат во время их изнурительного похода к Йорктауну сделали совместные усилия успешными. После взятия Йорктауна американская армия отправилась в Нью-Йорк, а французская армия осталась на зиму в Йорктауне и Уильямсберге. В 1782 году часть французских войск двинулась обратно в Новую Англию, в Бостон, откуда в июне вернулась во Францию. Часть же корпуса была отправлена в Вест-Индию в декабре 1782 года со флотом де Грасса.

## Галерея

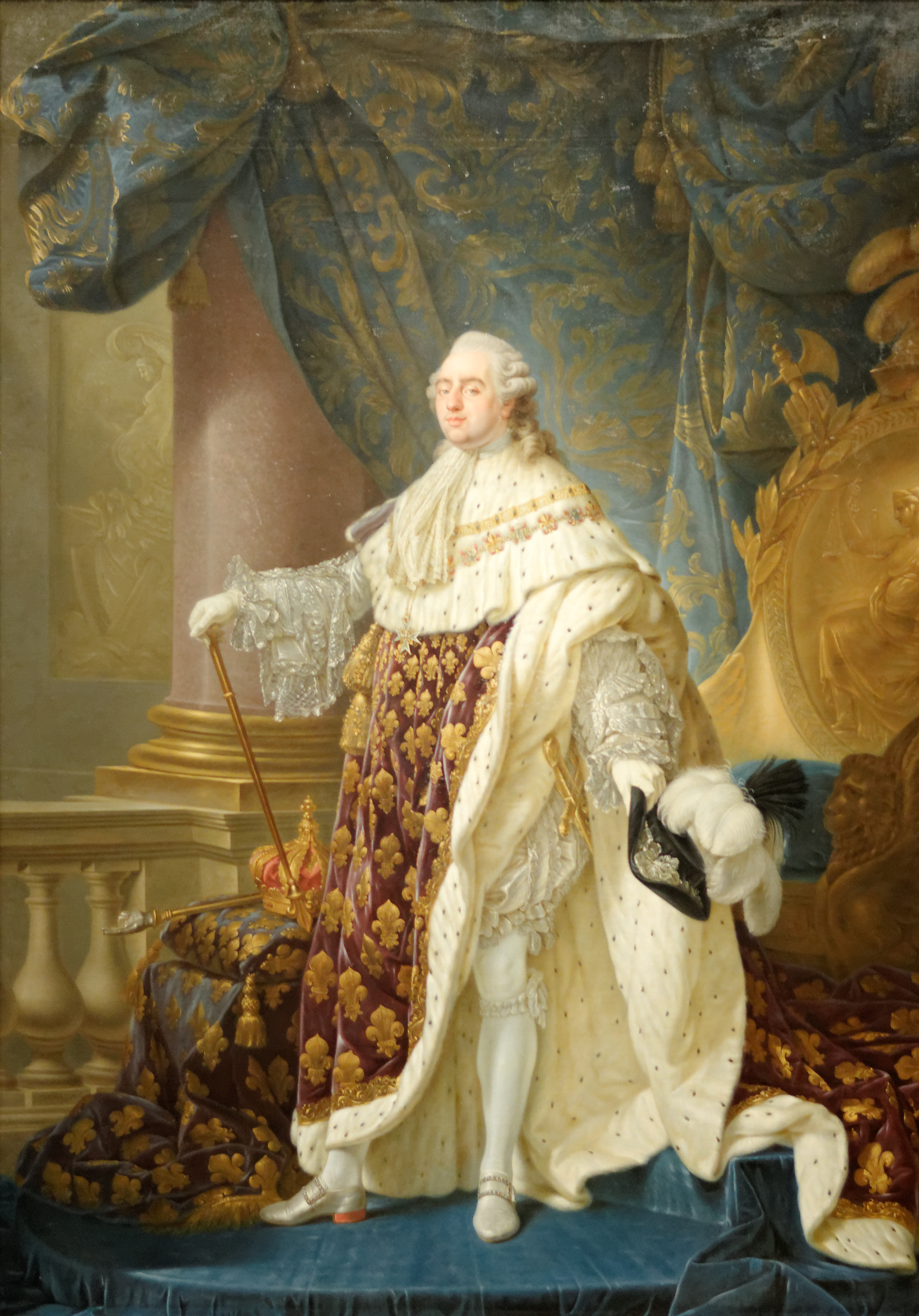
Людовик XVI, 1781 год
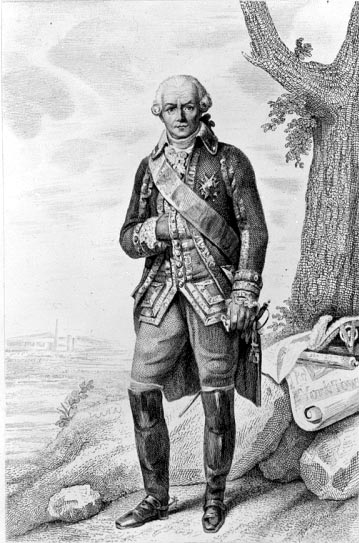
Рошамбо
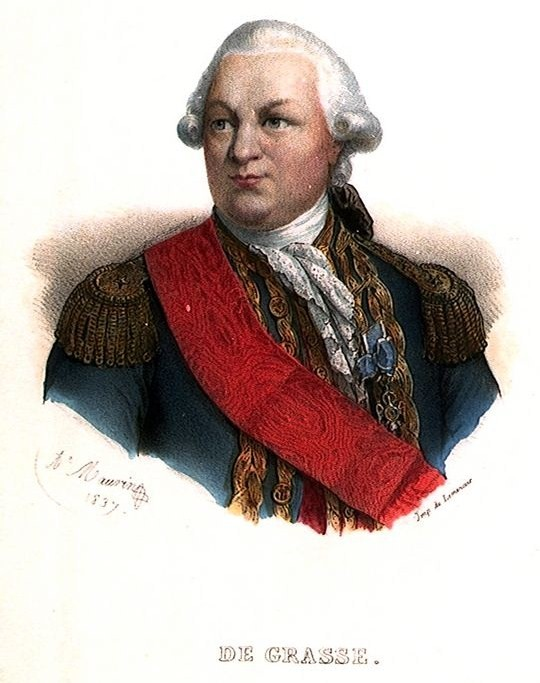
де Грасс
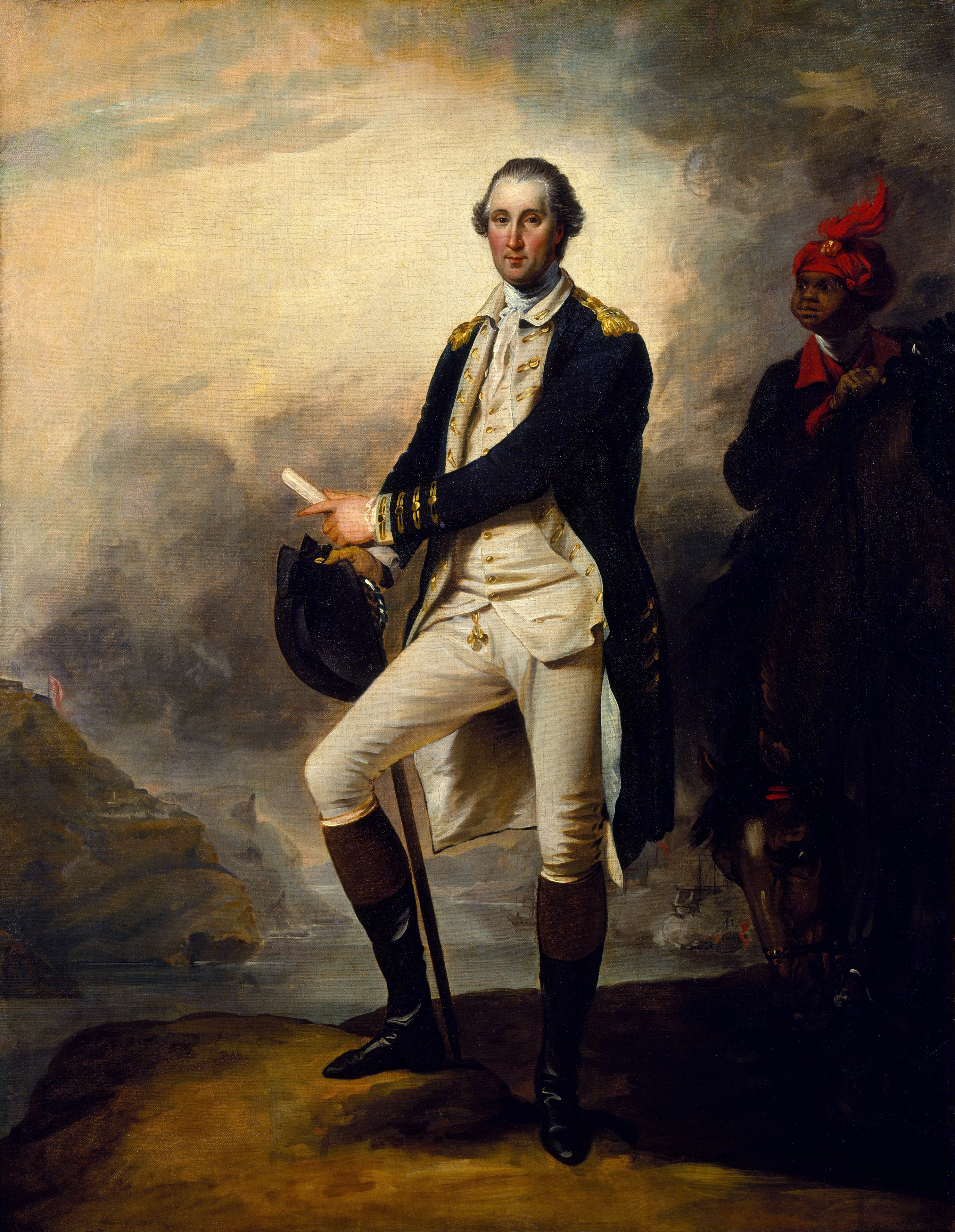
Вашингтон, 1780 год
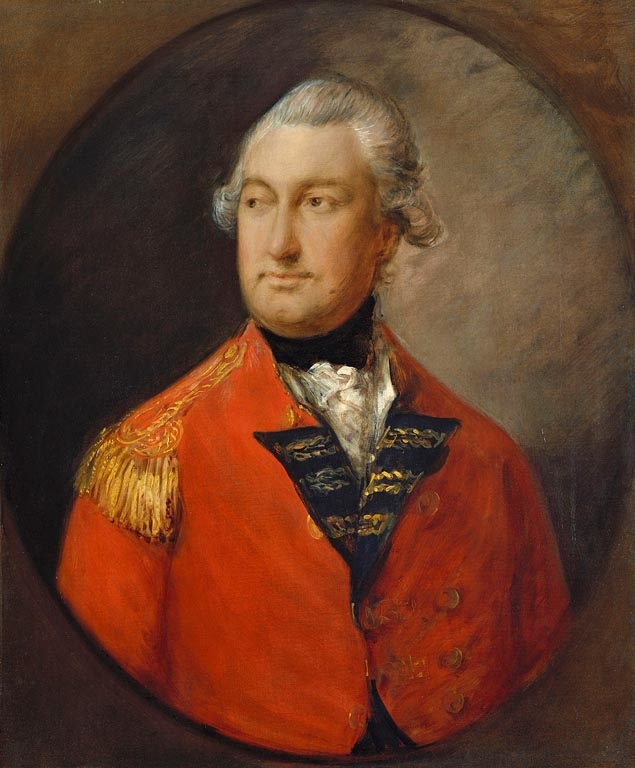
Корнуоллис
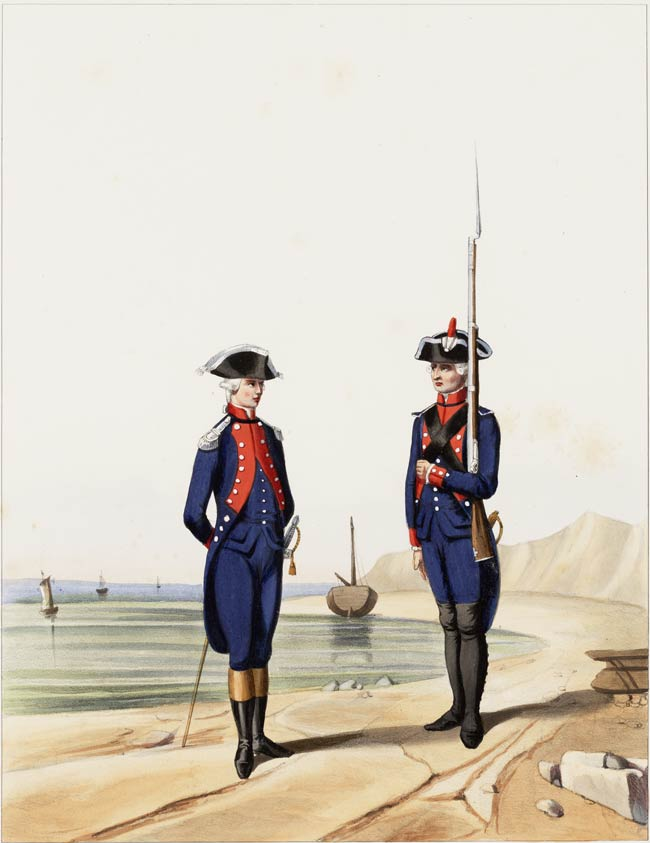
Французские морские пехотинцы
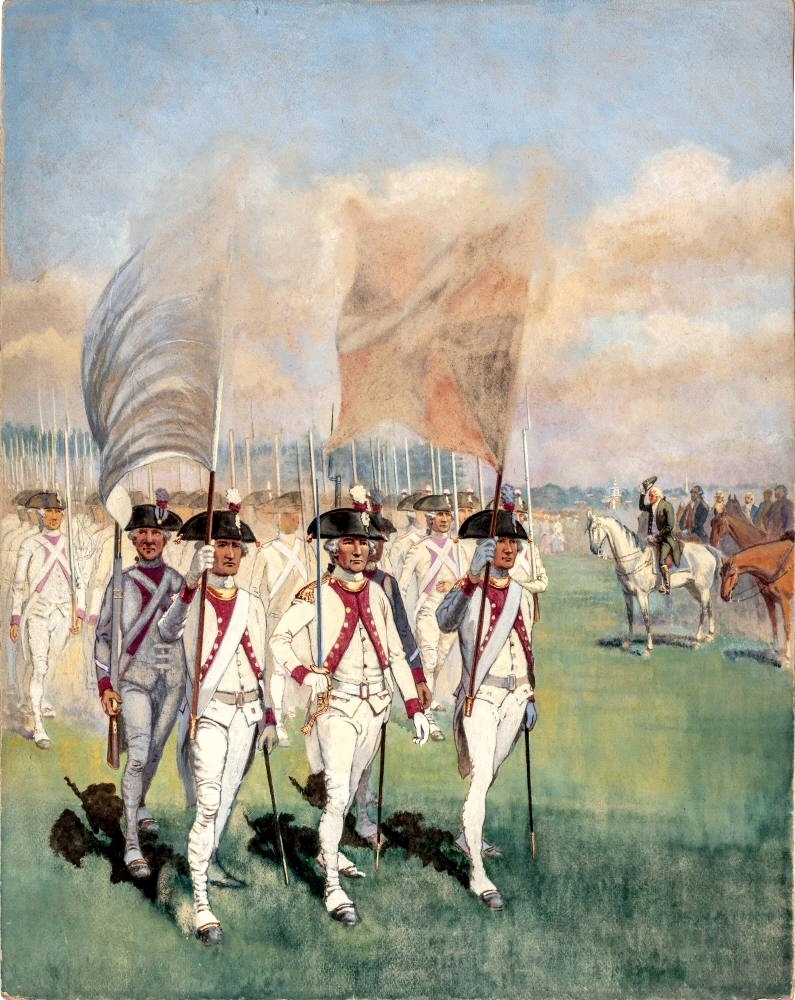
Французы в Филадельфии, 1781 год
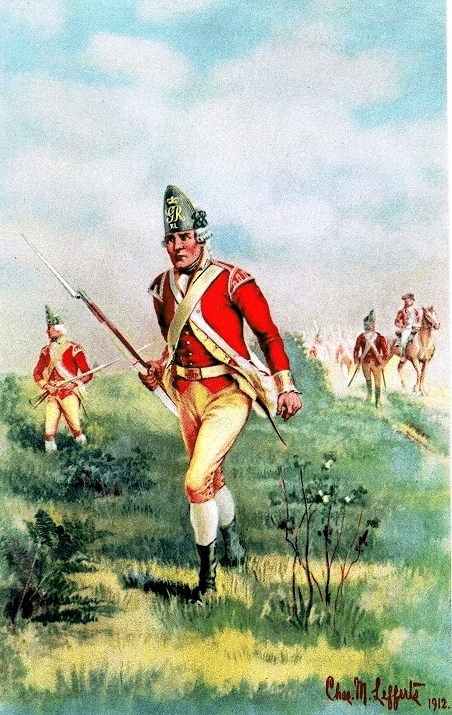
Британские солдаты
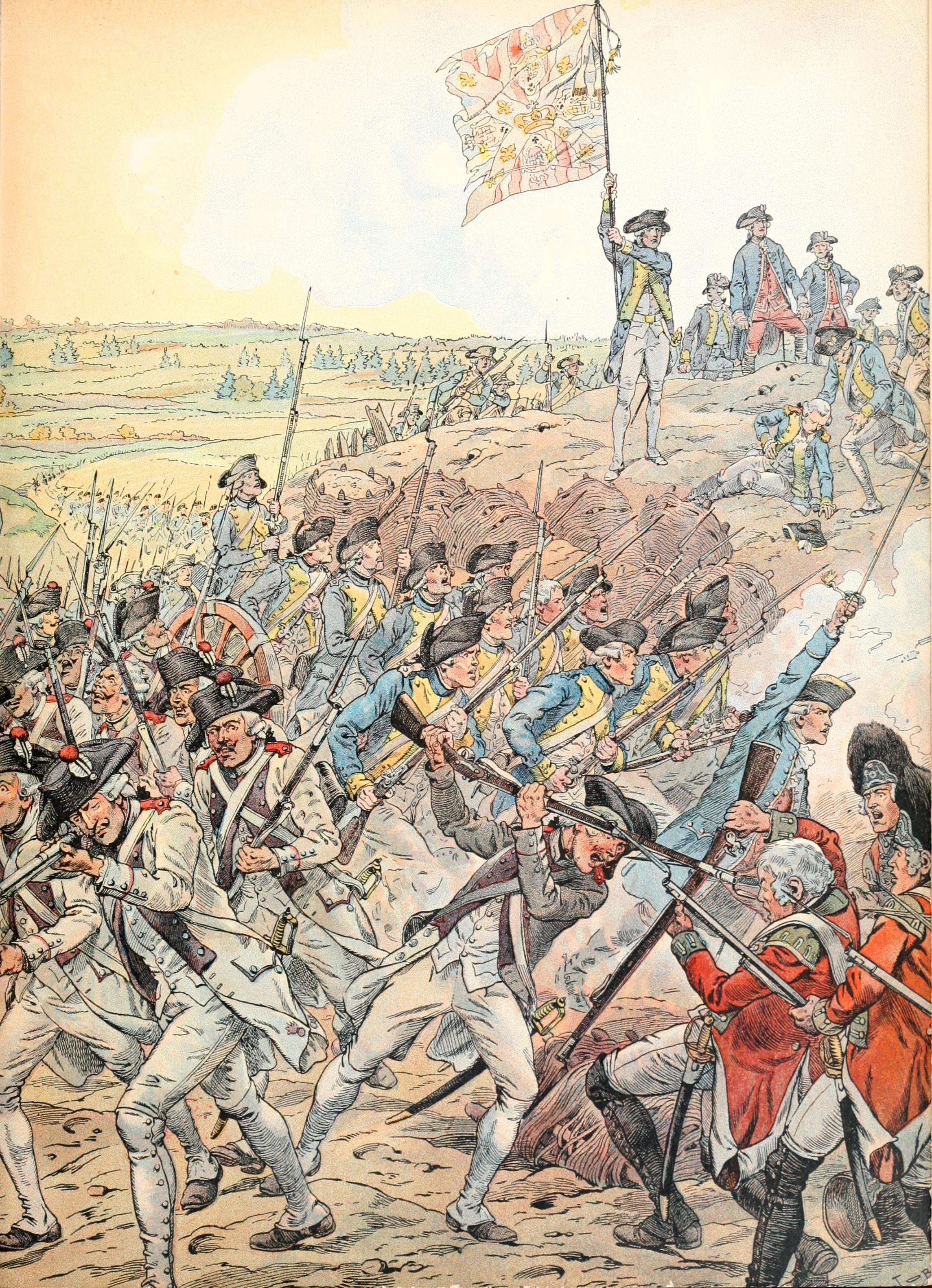
Французы атакуют редут
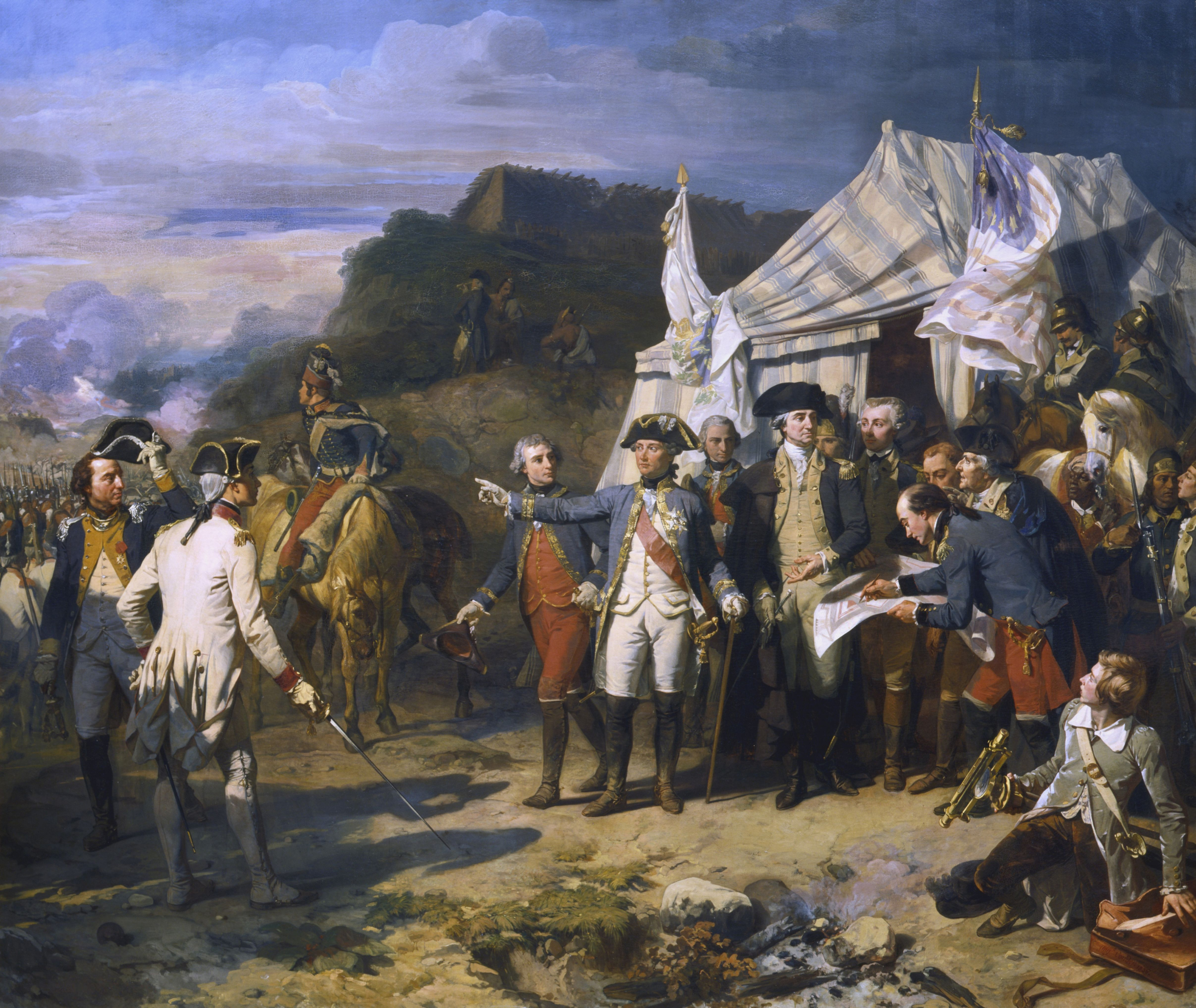
Вашингтон, де Рошамбо, Лафайет, Менонвилль, де Сен-Симон, перед битвой за Йорктаун
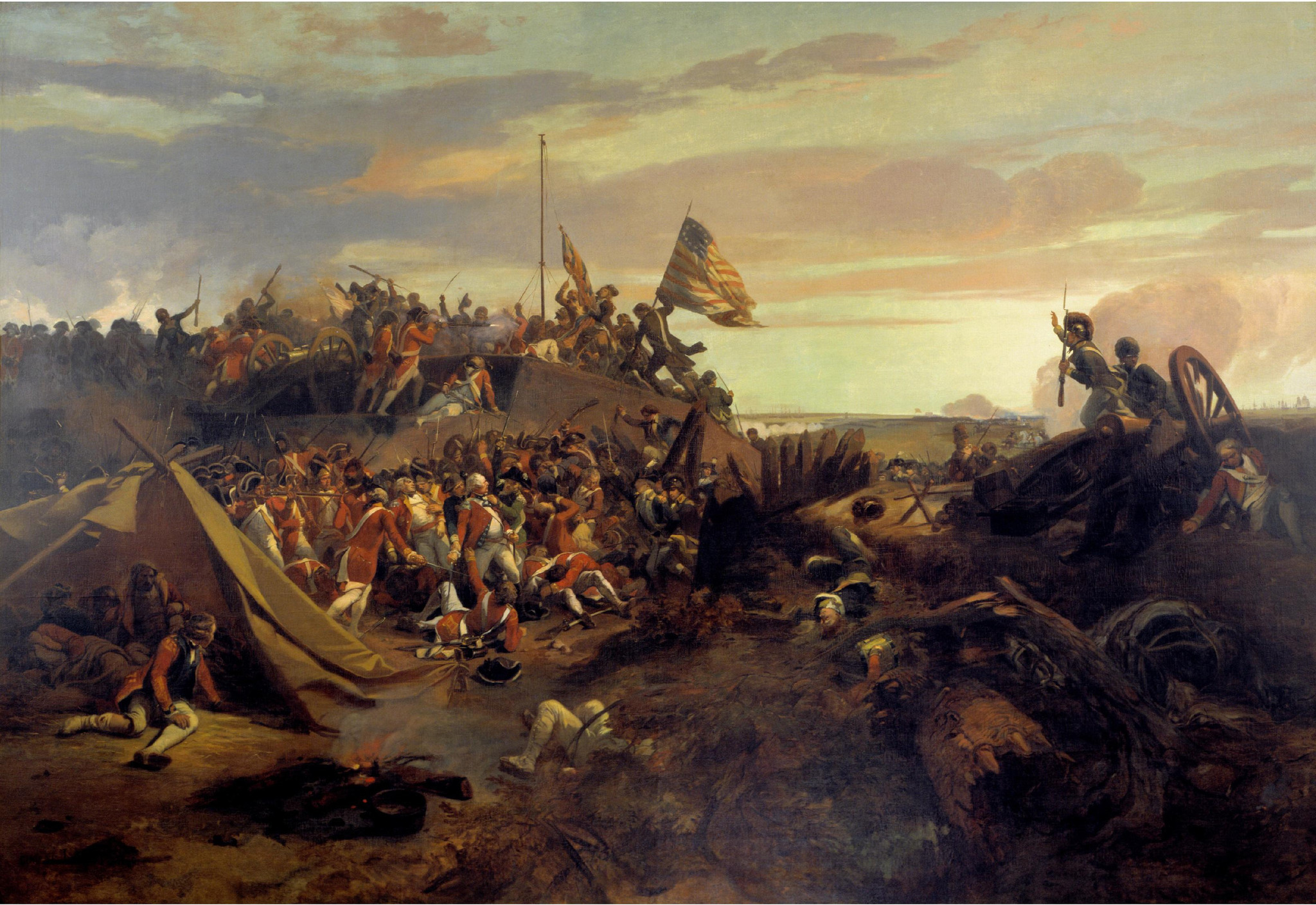
Взятие редута
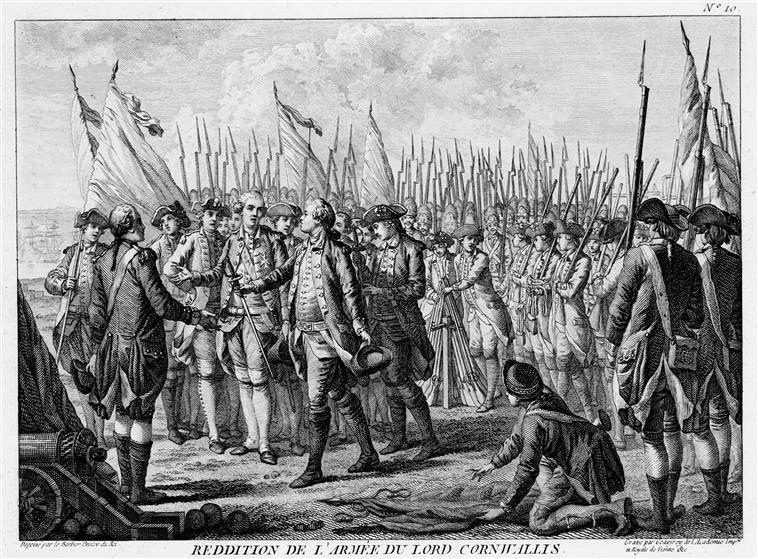
Сдача британской армии в битве при Йорктауне